# Lepajan montanus
Lepajan montanus is een spinnensoort in de taxonomische indeling van de buisspinnen (Anyphaenidae).
Het dier behoort tot het geslacht Lepajan. De wetenschappelijke naam van de soort werd voor het eerst geldig gepubliceerd in 1940 door Arthur Merton Chickering.